# Clifton, Colorado
Clifton är en ort (CDP) i Mesa County, i delstaten Colorado, USA. Enligt United States Census Bureau har orten en folkmängd på 19 889 invånare (2010) och en landarea på 15,5 km².